# Noghtechin

Noghtechin (en persan : نقطه‌چین , Points de suspension) est une sitcom de la télévision iranienne diffusée par IRIB en 2004, écrite, réalisée et interprétée par Mehran Modiri, le créateur de Pavarchin et Shabhaye Barareh. La série est connue grâce à Bamshad et sa chanson : Bivafaie (Infidélité). La série est acclamée pour faire plus d'argent que n'importe quel autre série iranienne grâce à des publicités et le support constant de la compagnie Samsung, promue par le magasin de M. Pirdoost. Beaucoup d'acteurs de Noghtechin ont joué dans les autres productions de Modiri.

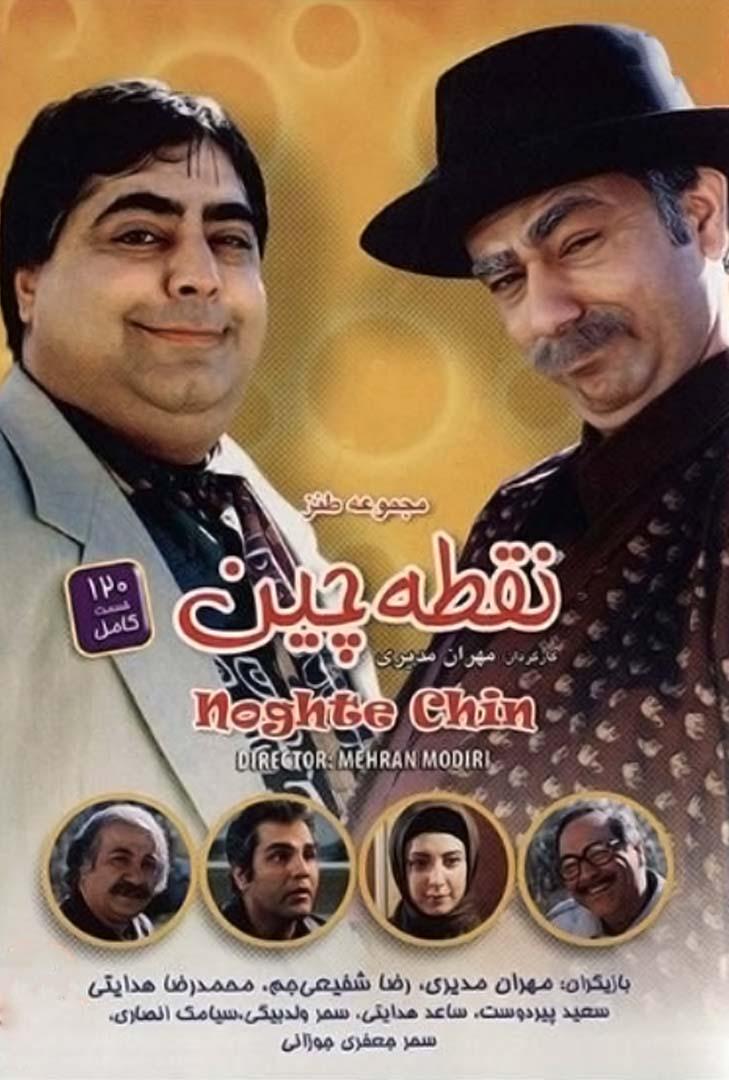
پوستر سریال نقطه چین

## Description
Le sujet de la série tourne autour de la vie d'Ardal Pashandi (Mehran Modiri), Bamshad Pahnfar (Reza Shafiei Jam), et leurs épouses, Manizh et Mozhdeh Jaberi. Ardal et Bamshad se font souvent prendre dans les situations délicates qu'ils essaient de cacher à leurs femmes, mais qui ne tardent pas à être dévoilées à la fin de chaque épisode. La série commence avec Ardal, un homme célibataire qui vit avec son père âgé  (Yoosef Pashandi) dans un immeuble résidentiel dont le propriétaire, M. Pirdoost (Saeed Pirdoost) vit aussi avec son fils célibataire Kourosh (Siamak Ansari). Bamshad Pahnfar et Mozhdeh Jaberi forme un jeune couple marié qui vit dans un immeuble de logements, se mêlant souvent dans les affaires d'Ardal. Plus tard,  Ardal rencontre la sœur de Mozhdeh, Manizh Jaberi (Sahar Ja'fari Jozaani) et tombe amoureux d'elle. Ils se marient et vivent dans l'appartement d'Ardal avec le père de ce dernier. Manizh  est dentiste et elle pratique chez elle. Bamshad et Ardal vont plus tard travailler pour Daddy Jaberi (Mohammad-Reza Hedayati), leur beau-père, dans la compagnie de Manchoolbaf. La série ressemble à The Honeymooners qui met en scène la vie des deux couples mariés et les situations ridicules des deux maris qui souhaiteraient s'en débarrasser en se montrant excessivement adorables aux yeux de leurs femmes. L'épisode finale est consacrée à une brève apparition fictive et croisée avec des acteurs de Pavarchin.

## Bamshad
Bamshad Pahnfar devient rapidement un personnage favori des téléspectateurs. Le personnage interprété par Reza Shafiei Jam est au début plus mince dans les séries et il a une voix profonde. Mais plus tard il porte un chandail en dessous de sa chemise pour se faire un ventre plus gros, et qui retroussé vers le haut, par mégarde, laisse entrevoir ce qu'il cache. Chaque fois qu'il est ému, Bamshad chante Bivafaie, une chanson sur l'infidélité. La chanson  devient très populaire en Iran et sur l'Internet. Quand Bamshad est heureux, il chante  Vafa Dari (fidélité).  Daddy Jaberi a aussi une chanson, il chante quand il est ému, Khak bar saram kardi. De plus, Bamshad prononce mal les mots en anglais quand il essaie d'avoir l'air sophistiqué devant Ardal, mais Ardal  ne manque jamais de le lui rappeler et s'assure bien d'humilier Bamshad. Sa'ed  transpose souvent le nom de Bamshad, en l'appelant Shadbam.